# Clausidium vancouverense
Clausidium vancouverense är en kräftdjursart som först beskrevs av Alfred Cort Haddon 1912.  Clausidium vancouverense ingår i släktet Clausidium och familjen Clausidiidae. Inga underarter finns listade i Catalogue of Life.